# Bozz連合
Bozz連合（ボーズれんごう）は、KAIENTAI DOJOのユニットである。2014年2月にリーダーを稲松三郎とするユニットとして結成し翌月より始動した。
ユニット名称に関して、賛同した柏大五郎と関根龍一が坊主であったため。その後リーダー稲松三郎も坊主にした。
2017年2月に稲松が引退することから2016年12月4日をもって解散。

## 略歴
2014年
- 2月16日、Blue Fieldで行われたCLUB-K SUPER in Blue Fieldの試合の一つBO-SOゴールデンタッグトーナメント2014の準決勝で敗北した真霜拳號のタッグパートナー稲松三郎が真霜率いるユニットからの脱退を表明。その大会のインフォメーションで場を借りた稲松がメンバーを募集した結果柏と関根が賛同した。
- この3人の標的は真霜拳號である。
- 2月22日、Blue Field大会で行われた旭志織&梶トマト&TAKAみちのくとの6人タッグマッチでリーダー稲松がトマトから新必殺技として使用しているサンダーファイヤー・パワーボムで勝利。
- 2月23日、シアター1010大会で真霜拳號＆十嶋くにお&雄馬との6人タッグマッチで稲松が十嶋からサンダーファイヤー・パワーボムで勝利。この試合は稲松が同ユニットを脱退して初の対抗戦であった。
- 3月2日、Blue Field大会でWAR IS OVER vs Bozz連合の3番勝負が組まれる。
- 柏が旭とのシングルでグラウンド卍固めで敗れる。関根はヒロ・トウナイとのシングルに顔面へのカウンターハイキックでトウナイから勝利。
- 稲松はタンク永井とのCHAMPION OF STRONGEST-K 次期挑戦者決定戦にタンクからサンダーファイヤー・パワーボムで勝利。4月13日後楽園ホールでの真霜との一騎討ちが決定する。
- またBozz連合には4人目の男がいると発表した。
- 3月8日Blue Field大会で稲松&関根が真霜&十嶋が対戦。稲松がサンダーファイヤー・パワーボムで十嶋から勝利。
- 第5試合でXとして4人目の仲間が登場Xは柏のライバル、タイガースマスク（丸山敦）であった。
- 柏&タイガースマスクvsTAKAみちのく&梶トマトの試合が組まれていたが初の4人全員がそろったうえでの8人タッグマッチにカードは変更されて柏&タイガースマスク&稲松三郎&関根龍一vsTAKAみちのく&梶トマト&ヒロ・トウナイ&タンク永井となり試合はタイガースがトマトから勝利。
- 3月16日に真霜&雄馬vs稲松&柏と前哨戦を行い真霜が柏から無道で勝利する。
- 4月5日に最後の前哨戦として稲松&柏&関根vs真霜&十嶋&雄馬の対決が行われ稲松が雄馬からサンダーファイヤー・パワーボムで勝利する。
- 4月13日後楽園ホール大会でCHAMPION OF STRONGEST-K王者真霜に稲松が勝利し稲松が新王者となる。またWAR IS OVERとの対抗戦が決定。対戦カードは柏&関根&タイガース組vsトウナイ&佐藤&福田組となりさらにはこの試合が敗者ユニット解散マッチとなった。試合はBozz連合が勝利。しかし柏は解散しなくてもいいというがWAR IS OVERは解散した。
- 4月22日、大阪プロレスを退団したタイガースマスクは、「TEPPEI」のリングネームに改め参戦する。（Bozz連合のみ）。
- 5月6日、タンク永井がCHAMPION OF STRONGEST-K王者稲松と防衛戦を行う。稲松がサンダーファイヤー・パワーボムで勝利し初防衛に成功。
- 5月11日、Bozz連合の軽食として味が3種類のBozzたこ焼きを販売。
- 5月17日、サンレック北上でTEPPEIと柏のタッグが火野裕士&HIROKIの持つSTRONGEST-K TAG王座に挑戦するも敗北。
- 9月20日、パーティーあにまるずの活動休止を受けた那須晃太郎が坊主になり登場し加入を表明。
- 12月28日、Blue Fieldでの昼興行K-UP IMPACT in Blue Fieldで稲松柏関根の3人が元FMWで稲松の憧れの存在大仁田厚と矢口壹琅&リッキー・フジとストリートファイトスペシャル6人タッグマッチで対戦し稲松がリッキーをサンダーファイヤー・パワーボムで沈めると大仁田にシングルマッチを要求する。夜興行では関根と那須がHHHHの火野裕士と洞口義浩とSTRONGEST-K TAG次期挑戦者決定戦で対戦し勝利。次期挑戦者となる。また稲松はSFUの梶とCHAMPION OF STRONGEST-K次期挑戦者決定戦で対戦し勝利。次期挑戦者となる。

2015年
- 3月28日、那須晃太郎がリッキー・フジとのタッグでもっていたWEWハードコアタッグ王座にプロレスリングFREEDOMSの葛西純&吹本賢児が挑戦を表明。これを受け、那須はBozz連合のTシャツを脱ぎ捨て脱退し、防衛戦を行うことを表明する。これをうけ、稲松&関根、柏&TEPPEIが挑戦を表明。さらに凶月の雄馬&十嶋も挑戦を表明し、4月13日の後楽園ホール大会で5WAYイリミネーションマッチによる試合が決定する。
- 4月13日、稲松&関根がWEWハードコアタッグ王座を奪取。一時脱退していた那須が再加入する。
- 6月21日、特別興行Bozz祭りを開催。第2試合の豪華賞品争奪 Bozzバトルロイヤルでは本田アユムが勝利するも景品がBozz連合が共用で使用しているバリカンで自動的にBozz連合への加入となってしまうため本田が加入も坊主になることも拒み招聘に失敗。第4試合ではBozz連合 坊主vsNOT Bozz連合 坊主の対決が行われ稲松&関根が火野&滝澤大志組と対戦するも関根がイス盛りへのFucking BOMBで敗れる。メインでは柏がアレクサンダー大塚とのタッグでSTRONGEST-K TAG王者の梶&旭と対戦するも敗れる。また、練習生1名がBozz連合に加入する。
- 7月19日、プロレス界ではあまり行われない練習生の紹介を行い、Bozz祭りで加入した練習生がヤマガタ(仮)として紹介される。
- 9月6日、練習生ヤマガタ(仮)が最上九としてデビュー。関根が木高イサミの持つインディペンデント・ワールド・ジュニアヘビー級王座に挑戦したが、敗れる。
- 11月1日、稲松の長期欠場で返上したWEWハードコアタッグ王座をかけたハードコアランブルで関根龍一&那須晃太郎が第36代WEWハードコアタッグ王座になる。
- 12月5日、最上が同期のGO浅川、ダイナソー拓真、吉田綾斗と新ユニット結成のため脱退。

2016年
- 1月21日、関根がプロレスリングBASARAへ移籍。今後は不定期参戦となる。
- 12月4日、新木場大会をもって2017年総長である稲松の引退とともに解散。最後の試合では稲松&柏&最上vs関根那須川村の試合を行い稲松が那須にデスバレーボムを決め勝利。なおこの試合ではBozz連合脱退後髪を伸ばし続けた最上が試合のために坊主になって登場した。
- 12月23日、プロレスリング・ノアのディファ有明大会に稲松&柏が出場。タッグを組み原田大輔&小峠篤司と対戦。12月4日で解散したBozz連合がこの日限りだが復活した。

## 最終所属メンバー
- 稲松三郎（リーダー）（結成 - ）
- 柏大五郎（結成 - ）
- 関根龍一（結成 - ）
- 那須晃太郎（2014年9月20日 - ）

## 元メンバー
- 最上九（2015年6月21日 - 12月5日）
- TEPPEI（2014年3月8日 - 自然脱退）

## 特徴
- メンバーは稲松のことを総長・柏のことをあんちゃんと呼んでいる。
- タッグマッチで一方的に仲間が捕まっていると残ったメンバーはリングから降りて応援団スタイルで稲松の好きな巨人の原辰徳の現役時代の応援歌で応援をする。柏はアンチ巨人であるが総長のために声を張り上げて応援しているという。
- 柏はメンバーのことをBozzメイトと呼んでいる。
- 柏の参戦する大会では入場時柏レイソルでの応援の際に柏が使用している太鼓を鳴らしながら入場して途中円陣を組み気合を入れて柏が再び太鼓を鳴らしながら入場するのが定番となっている。
- 他団体の坊主の選手とタッグを組むこともあり平柳玄藩やアレクサンダー大塚や藤原喜明ともタッグを結成もしている。

## 獲得タイトル
- CHAMPION OF STRONGEST-K王座 - 稲松三郎（第16代）
- WEWハードコアタッグ王座 - 稲松三郎&関根龍一（第35代）
- WEWハードコアタッグ王座 - 関根龍一&那須晃太郎（第36代）